# George Nevinson
George Wilfred Nevinson (3 oktober 1882 – 13 maart 1963) was een Brits waterpolospeler.
George Nevinson nam als waterpoloër eenmaal deel aan de Olympische Spelen; in 1908. In 1908 maakte hij deel uit van het Britse team dat het goud wist te veroveren.
George Cornet · 
Charles Forsyth · 
George Nevinson · 
Paul Radmilovic · 
Charles Sydney Smith (G) ·
Thomas Thould · 
George Wilkinson